# 全国哀悼日
全国哀悼日是指當国家出现重大灾难性事件或重要人物逝世时，政府设立全国性的哀悼日来寄托哀思。哀悼的形式包括降半旗或举行默哀仪式等。中华人民共和国、中华民国（1990年以前）、朝鲜民主主义人民共和国和泰王國等国家还会以政府政令的形式强制停止公共娱乐活动。例如日本在8月6日和8月9日是全国哀悼日（纪念广岛和长崎的两次原子弹爆炸）。

## 各國狀況

### 大中華區

#### 中华人民共和国

##### 中国大陆

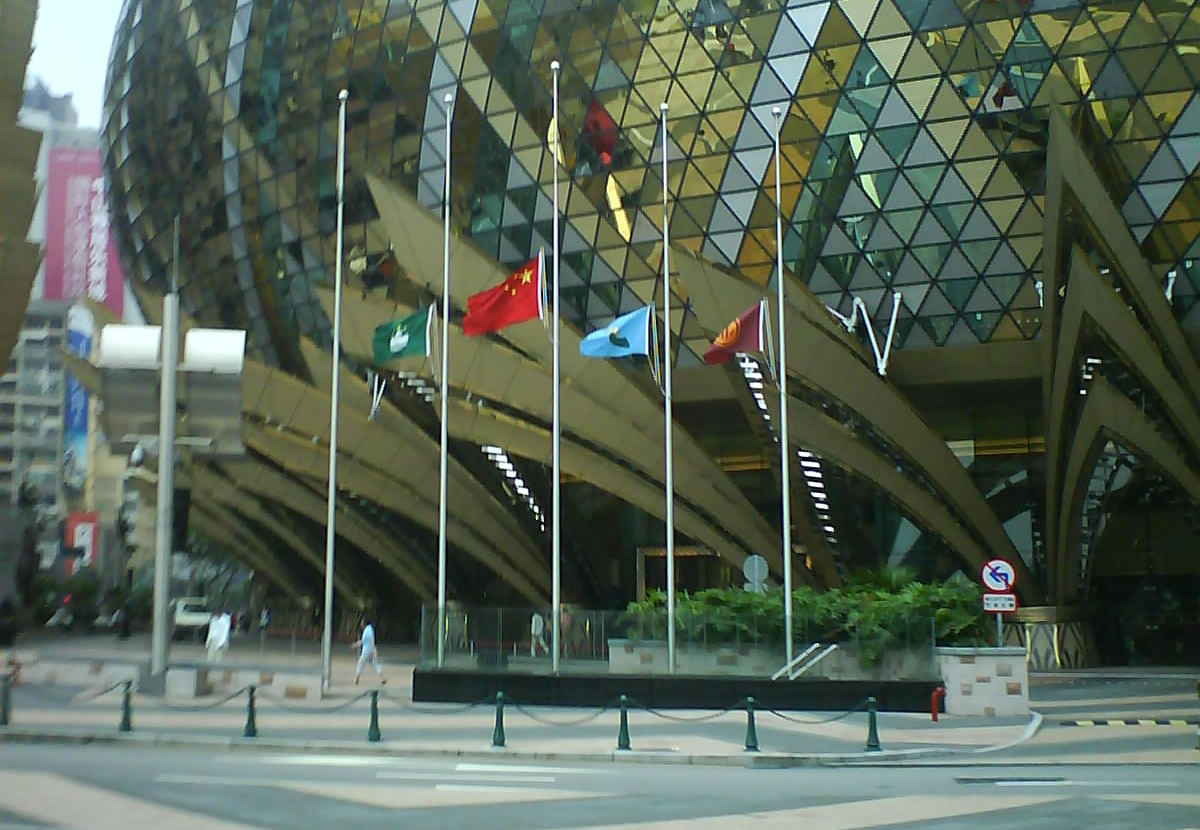
新葡京在2008年5月19日的全國哀悼日中下半旗向汶川大地震死難者致哀

中华人民共和国的全国哀悼日始源于1950年任弼时逝世，当时的治丧委员会建议全国在10月30日追悼会举行当天停止娱乐活动一天并下半旗志哀。之后在1953年斯大林逝世、1976年周恩来逝世、1976年朱德逝世、1976年毛泽东逝世、1981年宋庆龄逝世、1997年邓小平逝世、2008年汶川大地震、2010年玉树地震、2010年甘肃泥石流、2019冠狀病毒病疫情、2022年江泽民逝世。2008年之前的全国哀悼日多是为党和国家领导人或外国领导人的逝世而设立的，而后的几次多为在重大灾难中罹难的普通民众所设。此外，2013年雅安地震以及2022年MU5735空难，中国也有设立局部的哀悼活动。

##### 香港特別行政區
香港特別行政區官方訂定的全國哀悼日大致上與中國内地相同，而香港政府各部門與官署也同樣將中國國旗與香港區旗降半旗以示默哀。
2010年8月23日，在菲律賓馬尼拉發生的人質事件造成了香港遊客八死七傷慘劇，港府當晚宣佈將8月24至26日定為全港哀悼日，全港各區公共場所與政府機構的特區區旗降半旗致哀。
2012年10月1日，港燈員工船隻與港九小輪海泰號相撞，造成38人死亡，是為南丫島撞船事故。行政長官梁振英翌日宣佈把10月4日訂為全港哀悼日，所有政府機關的區旗會下半旗致哀，中午12時全港默哀3分鐘。
2018年2月10日，大埔公路雙層巴士翻側事故導致19死，66人受傷，2月13日下半旗致哀，而同日晚上在維多利亞港上演的幻彩詠香江亦暫停一天。在事件後接續的農曆新年期間，各官員亦盡量避免出席慶祝活動。

##### 澳門特別行政區
澳門特別行政區官方訂定的全國哀悼日大致上與中國内地相同，而澳門政府各部門與官署也同樣將中國國旗與澳門區旗降半旗以示默哀。
2017年8月23日，超強颱風天鴿在澳門造成10死，244人受傷。8月24日下午6時半召開新聞發佈會，會前台上多名政府官員先向風暴期間的死難者默哀1分鐘。8月25日，政府各機關、邊境口岸、對外海空港口及駐外辦事處的區旗下半旗致哀。

#### 中華民國（臺灣）
現今除了總統去世之外，凡經歷全國性的重大災變也會使中華民國政府將當日訂定為全國哀悼日。
在20世紀中後期，當時的中华民国总统蔣中正與蔣經國父子先後於1975年和1988年去世，政府下令全台各地的官署、學校、各種營業場所必須停業與停課，全體民眾一律向已故領導人默哀，並實施降半旗儀式；另外在蔣氏父子治喪期間，臺灣的電視臺必須改以黑白畫面播送，並停止放映一切娛樂節目。蔣中正與蔣經國父子的靈柩分別暫置於桃園市大溪區的慈湖與頭寮。
1995年，中央政府首次為二二八事件向受難者家屬及全體國人道歉，並為了「用以省思、緬懷並共勉為國家之和平而努力」，由立法院制定《二二八事件處理及補償條例》，規定每年二月二十八日為「和平紀念日」，為不放假的國定紀念日。 1997年立法院以「正視歷史中政府曾犯的錯誤，在族群和解前提下」和「用以省思、緬懷並共勉為國家之和平而努力」為由，修正《二二八事件處理及補償條例》，將和平紀念日升級改為國定放假日。 當年2月27日，內政部修正《紀念日及節日實施辦法》，正式規定「和平紀念日」為國定假日。
1999年九二一地震發生，帶來全國重大生命財產的損失，時任总统的李登輝訂定當日為全國哀悼日，進行下半旗儀式，為震災受難者致哀。
2001年九一七水災重創全臺（以北臺灣最為嚴重），中華民國總統府下半旗致哀。
2009年八八風災（莫拉克颱風）重創南臺灣後，总统馬英九也率領政府官員與台灣民眾一同向罹難災民致上哀悼之意，尤其是因為走山意外而造成滅村的平埔族部落高雄縣甲仙鄉小林村，進行下半旗儀式，為受難者致哀。
2014年8月5日至8月7日：復興航空222號班機空難、2014年高雄氣爆事故。
2021年4月2日發生太魯閣號列車出軌事故造成49人死亡216人輕重傷，行政院表示3日起降半旗三日哀悼。

### 美国
現時每逢前任或現任總統、演藝界或其他人士去世和嚴重性災難發生時，美國政府會促使將逝世後一週訂為全國性哀悼日。

### 英国
現時每逢前或現任君主、其他元首或各界知名人士去世和嚴重性災難發生時，英國王室和政府會促使將逝世後一星期訂為全國哀悼日。

### 朝鮮

#### 朝鮮民主主義人民共和國
1994年朝鲜民主主义人民共和国開國者金日成去世的時候，政府下令举行全國哀悼，在首都平壤的群眾於平壤各地的愛國地標和金日成陵墓獻花致意，事後最高人民会议將金日成尊為「共和國永遠的主席」，並由其子金正日接任最高领导人。
2011年朝鲜劳动党总书记金正日逝世，政府下令举行全國哀悼，之后其子金正恩上台。

#### 大韓民國
大韓民國的已故總統（無論死於任上或卸任後去世），如正熙、金大中、盧武鉉、金泳三、盧泰愚等人，會有大韓民國政府主持的國葬（如正熙、金大中。金泳三、盧泰愚去世時使用國葬與國民葬合併後的國家葬）與公家出資，但以全體國民為名義舉行的國民葬（如盧武鉉、崔圭夏），韓國民間會對已故總統弔唁。已故韓國總統會在各地顯忠院設立靈位供人憑弔。

### 泰國
普密蓬国王于2016年10月13日15时52分驾崩。泰国总理府公告所有政府機構、學校等機構降半旗，為期30日；全国進入國喪期間，所有政府公務員、政府行政機構穿黑服服孝，為期一年；所有單位停止娛樂活動30日；普通公民自願服孝。
國喪期自2016年10月14日起。

### 南非
南非前總統曼德拉於2013年12月初離世，當局宣布哀悼期長達十天，至12月15日其遺體以國葬儀式安葬為止。

### 荷蘭
马来西亚航空17号班机空难引致近300人死亡，荷蘭政府宣布7月24日為全國哀悼日。